# 함양 여씨
함양 여씨(咸陽呂氏)는 경상남도 함양군을 본관으로 하는 한국의 성씨이다.

## 역사
中國(중국) 唐(당)나라에서 翰林學士(한림학사)를 지낸 禦梅(어매)가, 僖宗(희종) 乾符(건부)4년 (서기877년 신라 헌강왕3년)에, 黃巢(황소)의 亂(란)을 당하여, 萊州(래주)로부터 신라에 건너와, 典書(전서)를 지냈다.
이 분이 星山(성산)에서 大姓(대성)을 이루게 한 氏(여씨)의 始祖(시조)이며 그 後裔(후예)가 星山氏(성산여씨)와 咸陽氏(함양여씨)로 分貫(분관) 되었다.
典書公(전서공) 이래로, 高麗朝(고려조)에서 代代(대대)로 벼슬을 지냈을 것이나 年代(연대)가 玄遠(현원)하여, 諱字(휘자)와 官職(관직)이며, 몇 대를 내려왔는지 알 수 없다가, 고려말엽 성산 고을에서 擧人進士(거인진사)로 發身(발신)하여, 高麗(고려) 三重大匡(삼중대광)을 지낸 良裕(양유)를, 성산여씨의 中始祖(중시조)로 하고, 高麗 大將軍(고려대장군)을 지낸 林淸(임청)을 함양여씨의 中始祖(중시조)로 하며, 성산여씨는 성주,김천,대구,등지에, 함양여씨는 서울, 청주, 영동, 등지에 世居(세거)하고 있다.
10세손 여칭(呂稱)은 고려조에 전라도 안렴사(按廉使)를 지내고, 조선 태조 때 형조판서를 역임하였다. 그의 증손 여자신(呂自信)은 병조판서를 지내고 청백리에 녹선되었다. 여칭의 8대손인 여우길(吕祐吉)·여유길(呂裕吉)이 선조 때 문과에 급제하여 광해군 때 관찰사와 병조참판에 이르렀다. 독립운동가 여운형(呂運亨)은 여우길의 11대손이다. 여유길의 아들 여이징(呂爾徵)은 1624년(인조 2) 문과에 급제하여 병조·예조·이조·공조 참판과 경기도관찰사·한성부좌윤·부제학·대사성·대사헌 등을 역임하였다. 여이징의 종제(從弟) 여이재(呂爾載)는 영국공신(寧國功臣)에 책록되고 형조판서에 이르렀다. 여우길의 손자 여성제(呂聖齊)는 소론(少論)으로서 숙종 때 영의정에 이르렀다.

## 정치가
- 여칭(呂稱, 1351년 ~1423년) : 10세손. 고려 말기에 사헌부규정, 전라도안렴사(按廉使), 전법총랑(典法摠郎), 전리총랑(典理摠郎) 등을 역임하고, 공주와 나주의 목사를 지냈다. 1392년 조선이 개국되자 양광·경상·전라도의 조전부사(漕轉副使)가 되고, 이어 판합문사(判閤門事)·승추부우군동지총제(承樞府右軍同知摠制) 등을 역임하였을 때에 근면하고 치밀한 사람으로 정평이 있었다. 그 뒤 강원도관찰사로 나갔다가 돌아와서 참지의정부사가 되었다. 1400년(정종 2) 병조 전서(典書)가 되고, 1402년(태종 2) 동북면의 도순문찰리사(都巡問察理使)로 태조를 배종하였다. 1404년에 사은사가 되어 명나라에 들어가서 왕실의 계통이 잘못 전해진 것을 바로잡는 데 힘쓰는 한편, 명나라에 억류되어 있던 조선 동포들을 본국으로 송환하는 데 노력하였다. 돌아와 서북면의 도순문찰리사로 병마도절제사를 겸하였다. 1407년 개성유후사유후(開城留後司留後)를 지내고, 1413년 좌군도총제(左軍都摠制)에 이어 형조판서가 되었다. 1414년 지의정부사(知議政府事)가 되었으며, 흠문기거부사(欽問起居副使)가 되어 명나라에 다녀왔다. 시호는 정평(靖平)이다.[1]
- 여자신(呂自新) : 무과에 급제한 뒤 1479년(성종 10) 병조참판이 되고, 1486년 영안남도절도사(永安南道節度使)로서 공을 세워 1490년 공조참판·병조참판에 제수되었다. 이어 경기도·강원도의 관찰사를 역임하고, 1492년에는 지중추부사로서 성절사로 뽑혀 명나라에 다녀왔다. 이듬해에 평안도병마절도사를 지내고, 연산군 때 오위도총부도총관, 전라도와 함경도의 관찰사, 이조참판 등을 지냈다. 중종반정 후 병조와 형조판서를 지내며 많은 치적을 올렸다. 아들 여윤철(呂允哲)과 함께 청백리로 이름이 높았다. 시호는 정장(貞莊)이다.
- 여우길(呂祐吉, 1567년 ~ 1632년) : 1591년(선조 24) 별시문과에 을과로 급제하고, 1596년 사신의 일행으로 명나라에 다녀온 뒤 장령(掌令)·직강(直講) 등을 역임하였다. 성품이 너그럽고 모질지 않아 화요(華要)의 직에 오랫동안 머무를 수 있었다. 1603년 밀양부사를 거쳐 첨지중추부사(僉知中樞府事)를 지냈다. 임진왜란이 끝난 후 사신으로서 일본에 내왕하면서 포로의 쇄환 등에 공을 세웠다. 평안도안무사(平安道安撫使)를 지냈고, 1614년(광해군 6) 진위사(陳慰使)로서 명나라에 다녀왔다. 강원도관찰사를 거쳐 1618년 공홍도관찰사(公洪道觀察使)를 역임하였다.
- 여이징(呂爾徵, 1588년 ~ 1656년) : 1624년(인조 2) 식년문과에 병과로 급제하고, 1626년 문과중시에 병과로 다시 급제하여 승문원에 들어가 전적(典籍)을 거쳐 병조·예조참판을 역임하였다. 병자호란이 끝난 뒤 이조참판을 거쳐 경기도관찰사·한성부좌윤·예조참판을 지내고, 1641년 함경도관찰사로 나가 선정을 베풀었다. 이어 대사성·대사헌·강화부유수·부제학·도승지·공조참판 등을 역임하였다. 저서로는 『동강집』이 있다.
- 여이재(呂爾載, 1600년 ~ 1665년) : 1637년(인조 15) 문과에 급제하여 도승지·호조참판·동지중추부사·한성우윤·관찰사 등을 역임하고 형조판서에 이르렀다. 시호는 숙헌(肅憲)이다.
- 여성제(呂聖齊, 1625년 ~ 1691년) : 숙종 때 의금부판사 ·병조판서 ·이조판서를 지낸 뒤 우의정을 거쳐 영의정에 올랐다.
- 여운형(呂運亨, 1886년 ~ 1947년) : 독립운동가

## 과거 급제자
함양 여씨는 조선시대 문과 급제자 33명을 배출하였다.
문과
여계선(呂繼先) 여계주(呂啓周) 여광세(呂光世) 여광주(呂光周) 여광헌(呂光憲)
여구주(呂龜周) 여규익(呂圭益) 여규형(呂圭亨) 여동식(呂東植) 여만영(呂萬永)
여민제(呂閔齊) 여선기(呂善驥) 여선덕(呂善德) 여선응(呂善應) 여선장(呂善長)
여선형(呂善亨) 여성제(呂聖齊) 여영조(呂榮祖) 여영휘(呂永徽) 여우길(呂祐吉)
여위량(呂渭良) 여위로(呂渭老) 여유길(呂裕吉) 여이재(呂爾載) 여이징(呂爾徵)
여이징(呂爾徵) 여인섭(呂仁燮) 여준영(呂駿永) 여증제(呂曾齊) 여필용(呂必容)
여필중(呂必重) 여필희(呂必禧) 여호(呂箎)
무과
여겸제(呂謙齊) 여경승(呂慶承) 여광덕(呂光德) 여기영(呂基永) 여몽천(呂夢天)
여문익(呂文翊) 여삼이(呂三伊) 여성혁(呂聖赫) 여시채(呂時彩) 여안필(呂安弼)
여영원(呂瑩元) 여영제(呂暎齊) 여응록(呂應祿) 여응문(呂應文) 여응주(呂應周)
여응주(呂應周) 여응희(呂應姬) 여이후(呂爾後) 여인길(呂裀吉) 여정방(呂定邦)
여정수(呂鼎秀) 여종천(呂宗天) 여지길(呂祉吉) 여지영(呂趾永) 여창섭(呂昌燮)
여필적(呂必迪) 여현장(呂鉉長)
생원시
여광국(呂光國) 여광빈(呂光賓) 여광윤(呂光尹) 여광주(呂光周) 여광헌(呂光憲)
여근섭(呂根燮) 여동기(呂東箕) 여동우(呂東愚) 여득영(呂得永) 여만영(呂萬永)
여면주(呂冕周) 여민제(呂閔齊) 여선양(呂善養) 여선용(呂善容) 여성제(呂聖齊)
여세온(呂世溫) 여안소(呂安素) 여용섭(呂龍燮) 여우주(呂佑周) 여위현(呂渭賢)
여유형(呂有衡) 여윤신(呂潤身) 여응망(呂應望) 여응백(呂應伯) 여이룡(呂爾龍)
여이재(呂爾載) 여이징(呂爾徵) 여익제(呂翼齊) 여잠(呂埁) 여정현(呂正鉉)
여준영(呂駿永) 여창영(呂昌永) 여필용(呂必容) 여필화(呂必華) 여현섭(呂賢燮)
여현영(呂玄永) 여현제(呂賢齊) 여형제(呂衡齊)
진사시
여계주(呂啓周) 여관영(呂瓘永) 여광주(呂光周) 여구영(呂龜永) 여규석(呂圭奭)
여규찬(呂圭燦) 여극성(呂克誠) 여근섭(呂近燮) 여단제(呂端齊) 여동간(呂東簡)
여동규(呂東奎) 여동근(呂東根) 여동석(呂東錫) 여동하(呂東夏) 여명주(呂命周)
여민섭(呂民燮) 여선경(呂善慶) 여선덕(呂善德) 여선명(呂善明) 여선복(呂善復)
여선장(呂善長) 여세윤(呂世潤) 여세침(呂世琛) 여안제(呂顔齊) 여양섭(呂亮燮)
여우길(呂祐吉) 여원(呂源) 여원영(呂源永) 여이망(呂爾望) 여이흥(呂爾興)
여인현(呂麟鉉) 여정섭(呂正燮) 여주현(呂周鉉) 여중섭(呂重燮) 여증제(呂曾齊)
여춘영(呂春永) 여태제(呂台齊) 여택조(呂宅祖) 여필관(呂必寬) 여필세(呂必世)
여필운(呂必運) 여필응(呂必應) 여필중(呂必重) 여필휘(呂必輝) 여헌주(呂憲周)
여회제(呂誨齊)
음관
여근섭(呂近燮) 여근섭(呂近燮) 여동간(呂東簡) 여동간(呂東簡) 여동규(呂東奎)
여동규(呂東奎) 여동근(呂東根) 여동근(呂東根) 여동기(呂東箕) 여동면(呂東冕)
여동성(呂東星) 여동성(呂東星) 여동식(呂東植) 여동엽(呂東燁) 여동엽(呂東燁)
여민섭(呂民燮) 여민섭(呂民燮) 여석규(呂奭奎) 여양섭(呂養燮) 여위룡(呂渭龍)
여은섭(呂殷燮) 여은섭(呂殷燮) 여중섭(呂重燮) 여중섭(呂重燮) 여창섭(呂昌燮)
여창섭(呂昌燮) 여태섭(呂台燮) 여현섭(呂賢燮) 여현섭(呂賢燮)

## 항렬자
| 24세     | 25세   | 26세     | 27세   | 28세     | 29세   | 30세     | 31세   | 32세     | 33세   | 34세     | 35세   | 36세     | 37세   | 38세     | 39세   | 40세     | 41세   | 42세     | 43세   |
| -------- | ------ | -------- | ------ | -------- | ------ | -------- | ------ | -------- | ------ | -------- | ------ | -------- | ------ | -------- | ------ | -------- | ------ | -------- | ------ |
| 口영(永) | 동(東) | 口섭(燮) | 규(圭) | 口현(鉉) | 운(運) | 口구(九) | 인(寅) | 口수(壽) | 성(成) | 口희(熙) | 병(秉) | 口재(宰) | 정(廷) | 口조(肇) | 종(鍾) | 口준(準) | 상(相) | 口환(煥) | 기(基) |

## 조선왕실과의 인척 관계
- 원천군(세종 서손자 길안도정의 친손자)정비 현부인 함양 여씨

## 집성촌
- 충청북도 영동군 양산면 누교리
- 경상북도 김천시 구성면 금평리
- 전라남도 담양군 무정면 동산리·정석리
- 경상북도 구미시 비산동
- 전라남도 여수시 화양면 이천리

## 인구
- 1985년 6,028가구, 25,115명
- 2000년 8,040가구, 25,667명
- 2015년 함양 여씨 34,835명 + 성주 여씨 13,467명 + 성산 여씨 9,494명 = 57,796명

## 성산 지명
- 성주군은 당초 6가야국(六伽倻國)의 하나인 성산가야국(星山伽倻國)을 신라가 멸망시키고 이를 본피현(本彼縣)이라 하다가 757년(경덕왕 16) 신안현(新安縣)으로 개칭하여 성산군(星山郡)에 속하게 하였다. 그 후 벽진군(碧珍郡)으로 개칭하고 치소(治所)를 지금의 성주읍(星州邑)에 두었다.
- 고려시대에는 940년(태조 23) 경산부(京山府)로 개칭하였다가 981년(경종 6) 광평군(廣平郡)으로 강등하였으나, 995년(성종 14) 대주(垈州)라 칭하여 도단련사(都團練使)를 두었다. 1012년(현종 3) 단련사(團練使)를 폐하고 1018년(현종 9)에 경산부(京山府)로 승격, 1군 14현을 관할하였다. 1308년(충렬왕 21)에는 성주목(星州牧)으로 하였으나 1310년(충선왕 2)에는 경산부(京山府)로 강등하였다.
- 조선시대는 태종 때 성주목으로 다시 승격, 그 후 1895년(고종 32) 5월 성주군으로 개칭하고 군수를 두었다. 1906년 행정구역 개편으로 인곡ㆍ덕곡ㆍ노곡ㆍ다산면이 고령군으로, 노곡면이 현풍군으로, 증산면이 금릉군으로 편입되었다. 1914년 4월 군ㆍ면 통폐합 때 신곡면(新谷面)을 김천군에 편입시키고, 나머지 28개 면을 12개 면으로 폐합하였다.
- 1934년 2월 지사면과 청파면을 통합하여 수륜면으로, 용두면과 성암면을 통합하여 용암면으로 개칭하였다. 1979년 성주면이 성주읍으로 승격되었다.
- 2004년 현재 성주읍ㆍ선남면(船南面)ㆍ용암면(龍岩面)ㆍ수륜면(修倫面)ㆍ가천면(伽泉面)ㆍ금수면(金水面)ㆍ대가면(大家面)ㆍ벽진면(碧珍面)ㆍ초전면(草田面)ㆍ월항면(月恒面) 등 1읍 9면으로 이루어져 있다.